# Xysticus nyingchiensis
Xysticus nyingchiensis is een spinnensoort uit de familie van de krabspinnen (Thomisidae).
De wetenschappelijke naam van de soort werd in 1995 gepubliceerd door Da-Xiang Song en Ming Sheng Zhu.